# 衡山箬竹
衡山箬竹（学名：Indocalamus longiauritus var. hengshanensis）为禾本科箬竹属下的一个变种。